# غايتان دوتشسن
غايتان دوتشسن هو لاعب هوكي الجليد كندي، ولد في 11 يوليو 1962 في مدينة كيبك في كندا، وتوفي في 16 أبريل 2007 بسبب نوبة قلبية.

## وصلات خارجية
- غايتان دوتشسن على موقع دوري الهوكي الوطني (الإنجليزية)
- غايتان دوتشسن على موقع قاعة مشاهير الهوكي (لاعب أن.إتش.أل) (الإنجليزية)
- غايتان دوتشسن على موقع EliteProspects.com (الإنجليزية)
- غايتان دوتشسن على موقع HockeyDB.com (الإنجليزية)
- غايتان دوتشسن على موقع Hockey-Reference.com (الإنجليزية)